# Orientierungslaufkarte
Eine Orientierungslaufkarte, häufig auch abgekürzt OL-Karte, ist eine topografische Karte, die speziell für die Verwendung im Orientierungslauf gezeichnet wurde. OL-Karten zeichnen sich durch einen besonders großen Maßstab (meist 1:10 000 oder 1:15 000) und hohe Genauigkeit aus und unterscheiden sich von üblichen topografischen Karten auch durch spezielle Signaturen, die vom Internationalen Orientierungslaufverband definiert werden.

## Erfordernisse
Die Karte ist das wichtigste Hilfsmittel des Orientierungsläufers. Um faire Wettkämpfe gewährleisten zu können, muss eine OL-Karte alle Eigenheiten des Geländes exakt darstellen, die die Routenwahl des Läufers in irgendeiner Weise beeinflussen könnten. Insbesondere die Belaufbarkeit des Geländes und die Sicht sind daher wichtige Informationen, die aus der Karte ablesbar sein müssen. Die detaillierte Darstellung bringt auch ein rasches Veralten (Veränderungen an der Vegetation, Anlegen neuer Wege, …) mit sich, sodass Karten schon nach kurzer Zeit nicht mehr brauchbar sein können. Für größere Wettkämpfe werden daher meist extra neue Karten gezeichnet.
Orientierungslaufkarten müssen die Beanspruchungen während eines Laufs überstehen können und daher aus gutem, meist wasserfestem Papier hergestellt oder anderweitig, etwa durch Folie, vor Feuchtigkeit und Beschädigungen geschützt sein.

## Maßstab, Projektion und Signaturen

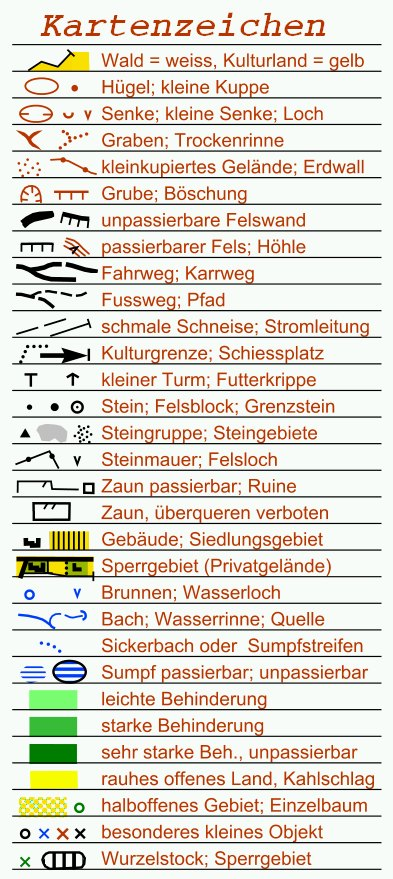
Signaturen (Ausschnitt)

Der Maßstab von Orientierungslaufkarten ist zumeist 1:15 000 oder 1:10 000. Bei Langdistanzwettkämpfen werden Karten im kleineren Maßstab verwendet, bei Mitteldistanz- und Staffelläufen kann auch der Maßstab 1:10 000 verwendet werden. Für Sprintwettkämpfe gelten eigene Reglements, hier werden größere Maßstäbe, 1:5 000 oder 1: 4 000, verwendet. Die Äquidistanz, also der vertikale Abstand benachbarter Höhenlinien, beträgt fünf Meter, in besonders flachem Terrain können auch 2,5 Meter verwendet werden.
Orientierungslaufkarten verwenden eine schiefachsige winkeltreue Zylinderprojektion, die die magnetische Deklination berücksichtigt. Die Karte ist also an den magnetischen Nordlinien ausgerichtet, in regelmäßigen Abständen sind diese Nordlinien auch auf der Karte eingezeichnet, um das Einnorden zu erleichtern.
Die Signaturen von Orientierungslaufkarten werden in fünf Gruppen aufgeteilt: Geländeformen, darunter auch die Höhenlinien, werden in brauner Farbe dargestellt, Gewässer sind blau gezeichnet. Felsen und Steine sowie bauliche Anlagen sind schwarz bzw. grau gezeichnet, für die Darstellung der Vegetation sind die Farben grün und gelb vorgesehen. Im Gegensatz zu den meisten handelsüblichen topografischen Karten wird Wald nicht grün, sondern weiß dargestellt, Grüntöne symbolisieren Dickicht unterschiedlicher Belaufbarkeit. Da die Darstellung der Belaufbarkeit wichtig für faire Wettkämpfe ist, kann sogar die Richtung der besten Belaufbarkeit in einem Wald dargestellt werden. Offenes Gelände wird in unterschiedlichen Gelbtönen gezeichnet. In rot-violett werden Informationen des jeweiligen Laufs aufgedruckt, also die Posten, Start, Ziel, Verpflegungs- und Sanitätspunkte sowie Pflichtstrecken oder Sperrflächen. Technische Symbole sind schwarz, teilweise auch blau dargestellt. Diese umfassen die Nordlinien, aber auch absolute Höhenangaben und Namen geografischer Objekte, die auf Orientierungslaufkarten allerdings von untergeordneter Bedeutung sind und nur selten dargestellt werden.
Für andere Varianten des Orientierungssports, beispielsweise Mountainbike-Orienteering, Ski-OL oder Trail Orienteering sowie für Sprint- und Parkläufe werden ähnliche, aber im Maßstab sowie einzelnen Signaturen abweichende Karten verwendet. So sind Ski-OL-Karten detailärmer, die Bodenform ist vereinfacht und das Loipennetz und sein Zustand sind exakt mit speziellen Symbolen dargestellt. Hierfür ist besonders aktuelles Kartenmaterial vonnöten. Auch Mountainbike-OL-Karten sind gröber gezeichnet und weisen teilweise auch einen kleineren Maßstab auf. Bei der Trail-Orientierung werden hingegen ebenso wie im Sprint Karten in größerem Maßstab verwendet, die besonders detailreich sind.

## Herstellung
Orientierungslaufkarten werden von erfahrenen Orientierungsläufern aufgenommen und gezeichnet. Dabei können als Kartengrundlage photogrammetrische Geländeaufnahmen sowie bereits vorhandenes Kartenmaterial genutzt werden, eine genaue Geländebegehung ist jedoch unumgänglich.
Heute werden die Karten meist in elektronischer Form gezeichnet, ein speziell für diesen Zweck entwickeltes Programm ist OCAD, das mittlerweile auch abseits des Orientierungslaufs in der allgemeinen Kartografie Verwendung findet.

## Geschichte

Historische Orientierungslaufkarte aus dem Jahr 1897

In den frühen Jahren des Orientierungslaufs wurden bereits bestehende topografische Karten (z. B. Landeskarten) verwendet, die meist in kleineren Maßstäben (bis zu 1:50 000) gezeichnet waren. Der erste Orientierungslauf im heutigen Sinne, 1897 in Norwegen veranstaltet, wurde beispielsweise auf einer Karte im Maßstab 1:30 000  mit einer Äquidistanz von 20 Metern ausgetragen. Bis in die 1930er-Jahre war nach heutigen Maßstäben schlechtes Kartenmaterial verfügbar, sodass kaum orientierungstechnisch anspruchsvolle Läufe ausgetragen werden konnten, erst später brachten detailliertere Karten eine höhere Bedeutung der Orientierungstechnik mit sich.
Die Jahre nach dem Zweiten Weltkrieg waren von einer weiteren Professionalisierung geprägt, so wurde 1948 in Norwegen zum ersten Mal eine vollständig nur für OL-Zwecke erstellte Karte verwendet, die erste farbige Karte folgte 1950. Ab 1966 wurden die Orientierungslaufkarten vom internationalen Orientierungslaufverband standardisiert, um bei internationalen Wettkämpfen größere Fairness zu gewährleisten. Im Jahr 2007 wurden die besonderen Signaturen für Sprintkarten reglementiert.